# Intramoleculaire reactie
Een intramoleculaire reactie in de scheikunde beschrijft een chemische reactie die binnen een enkele molecule plaatsvindt. Er zijn dus geen andere moleculen bij betrokken. Bij intramoleculaire, organische reacties zijn twee reactieplaatsen van een enkel molecule betrokken. Hierdoor ontstaat een zeer hoge, effectieve concentratie met als gevolg hoge reactiesnelheden. Daardoor treden reacties op die niet mogelijk zijn bij intermoleculaire reacties, waarbij twee of meerdere moleculen betrokken zijn. 
Daarnaast kunnen ook niet-chemische processen binnen eenzelfde molecule beschouwd worden als intramoleculair, zoals de intramoleculaire waterstofbrugvorming, waarbij een waterstofbrug gevormd wordt tussen twee functionele groepen binnen dezelfde molecule. Een treffend voorbeeld wordt aangetroffen bij acetylaceton, een 1,3-diketon waarvan de enolvorm stabieler is dan de ketovorm, omdat stabilisatie optreedt door intramoleculaire waterstofbrugvorming:
Ook bij grote bio-organische moleculen, zoals proteïnen, worden dergelijke stabilisaties waargenomen. Zij zijn cruciaal voor de opvouwing en werking van het proteïne.

## Voorbeelden
Voorbeelden van intramoleculaire reacties betreffen de Smiles-omlegging, de Dieckmann-condensatie en de Madelung-synthese. Verder is er de intramoleculaire hydride-overdracht, de overdracht van een hydride van de ene plaats naar de andere plaats binnen dezelfde molecule. Ook omleggingen, zoals de Newman-Kwart-omlegging of de Beckmann-omlegging (van industrieel belang bij de synthese van caprolactam, een precursor van nylon), worden geschaard onder de intramoleculaire reacties.
Bij de Pauson-Khand-reactie met een asymmetrisch alkyn, asymmetrisch alkeen en koolstofmonoxide wordt van een intramoleculaire cycloadditie gebruikgemaakt, hetgeen leidt tot vorming van een derivaat van 2-cyclopenten-1-on. Dit omdat bij intermoleculaire cycloaddities - door regioselectiviteit - mengsels van verschillende reactieproducten ontstaan. Bij intramoleculaire cycloadditie treedt dit probleem veel minder op.